# Wet Dream
Wet Dream je první sólové album britského klávesisty Richarda „Ricka“ Wrighta, který je znám především jako člen art rockové skupiny Pink Floyd. Album vyšlo na podzim roku 1978 (viz 1978 v hudbě).
Album Wet Dream nahrál Wright v době, kdy situace ve skupině Pink Floyd nebyla ideální. Po turné In the Flesh v roce 1977 (album Animals) začal baskytarista Roger Waters pracovat na novém albu (pozdější The Wall), které ale bylo téměř výhradně jeho dílem. I ostatní skladatelé v kapele se ale chtěli prosadit a proto vydali svá první sólová alba, kytarista David Gilmour eponymní desku a klávesista Rick Wright právě album Wet Dream.
Wright si na své první sólové album pozval hosty, např. Snowyho Whita (kytarista, hrál s Pink Floyd na turné In the Flesh) nebo saxofonistu Mela Collinse, známého členstvím v několika art rockových skupinách (King Crimson, Camel, The Alan Parsons Project) a také spoluprací s mnoha dalšími hudebníky.
Album Wet Dream se skládá z deseti skladeb, které složil Rick Wright, z nichž většina (šest) je instrumentálních. Texty ke skladbám „Against the Odds“, „Summer Elegy“ a „Holiday“ pochází rovněž od Wrighta, slova k písni „Pink's Song“ napsala jeho manželka Juliette.
V letech 1993 a 1994 album vyšlo rovněž na CD (pouze v USA a Japonsku). Reedice z roku 2023 (s novým designem přebalu) obsahuje nový stereo mix Stevena Wilsona. Na BD z této reedice se kromě nového stereo mixu nachází také vícekanálové mixy Dolby Atmos a prostorového zvuku 5.1, rovněž od Wilsona, Wilsonovy instrumentální mixy všech čtyř písní a na žádost fanoušků také původní stereo mix.

## Seznam skladeb
Všechny skladby napsal(i) Rick Wright, pokud není uvedeno jinak. 
| Strana 1 | Strana 1         | Strana 1 |
| Pořadí   | Název            | Délka    |
| -------- | ---------------- | -------- |
| 1.       | Mediterranean C  | 3:52     |
| 2.       | Against the Odds | 3:57     |
| 3.       | Cat Cruise       | 5:14     |
| 4.       | Summer Elegy     | 4:53     |
| 5.       | Waves            | 4:19     |

| Strana 2       | Strana 2             | Strana 2           | Strana 2 |
| Pořadí         | Název                | Text               | Délka    |
| -------------- | -------------------- | ------------------ | -------- |
| 1.             | Holiday              |                    | 6:11     |
| 2.             | Mad Yannis Dance     |                    | 3:19     |
| 3.             | Drop In From the Top |                    | 3:25     |
| 4.             | Pink's Song          | Juliette Wrightová | 3:28     |
| 5.             | Funky Deux           |                    | 4:57     |
| Celková délka: | Celková délka:       | Celková délka:     | 43:51    |

## Obsazení
- Rick Wright – piano, klávesy, elektrické piano, Hammondovy varhany, syntezátor Oberheim, zpěv
- Snowy White – kytary
- Larry Steele – baskytara
- Reg Isadore – bicí, perkuse
- Mel Collins – saxofon, lesní roh, flétna